# Miąższość drewna

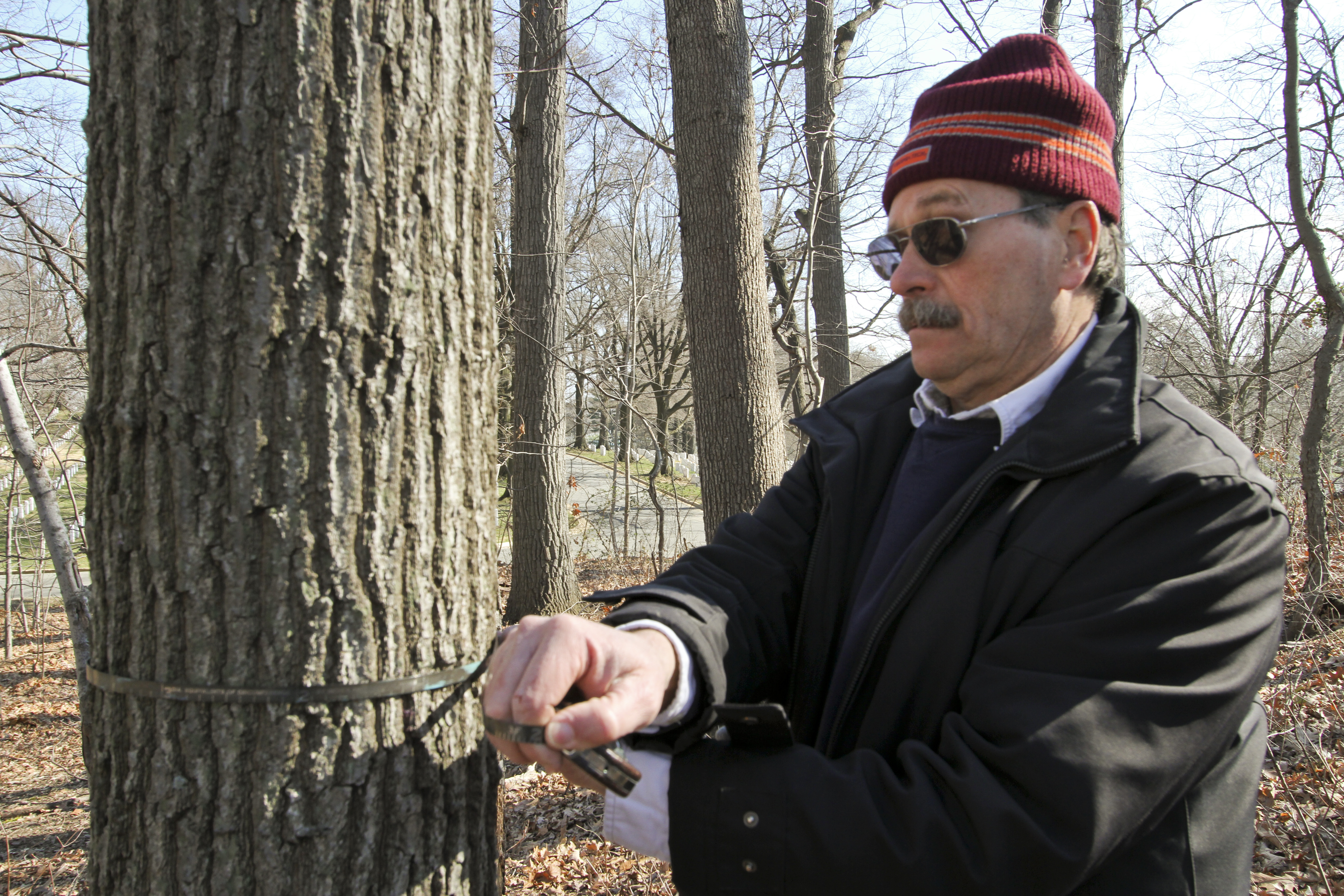
Pomiar obwodu drzewa w celu obliczenia miąższości

Miąższość drewna, miąższość drzewa, masa drzewna – objętość części drzewa, także drzewostanu zwykle ograniczana do drewna okrągłego mierzona w kubikach, czyli metrach sześciennych. Zazwyczaj określa się miąższość nadziemnej części drzew, chociaż pomiarom może podlegać również miąższość całkowita (łącznie z korzeniami). Istotnym parametrem oceny drzewostanu jest przyrost jego miąższości obliczany w m³/ha.
Miąższość drzewostanu to suma objętości (miąższości) wszystkich drzew w danym drzewostanie.
Pomiarami miąższości drzew, drzewostanów i drewna zajmuje się nauka o produkcyjności lasu wykorzystująca dendrometrię.